# کوپسنو
کوپسنو (به لهستانی:  Kopysno) یک روستا در لهستان است که در گمینا فردروپول واقع شده‌است.
 کوپسنو  ۶ نفر جمعیت دارد.